# Institut Francès de València
L'Institut francès de València (IFV) est un institut français establert a València, inicialment l'any 1888 en forma d'escola. L'Institut Francès de València depèn del Ministeri d'Afers Exteriors i de l'Ambaixada de França a Espanya. Forma part de la xarxa d'establiments culturals francesos a l'estranger.

## Història
Va ser creat el 1888. Des de l'any 2001 s'ubica en un nou edifici del centre històric de la ciutat de València inaugurat per l'ambaixador francès a Espanya. L'any 2014 es va pintar al pati de l'Institut un mural de l'autor de historietes Paco Roca en homenatge al soldat valencià Amado Granell Mesado, que va ser al capdavant de la companyia espanyola de La Nueve, i com a tal, va ser el primer oficial aliat que va entrar a l'ajuntament de París durant l'Alliberament d'aquesta ciutat el 1944.
El seu tancament està previst pel govern francès a finals de juny de 2021, deixant només una petita branca de 3 persones les missions de les quals es centrarien en la cooperació educativa, cultural i acadèmica, i abandonant els cursos de llengua francesa, activitats culturals, sessions de cinema, concerts i conferències. a l'auditori, o a la mediateca. Però aquest projecte va provocar un enrenou i el tema es va debatre fins al Parlament espanyol. El mes següent, l'alcalde de València Joan Ribó va signar un article a Le Monde deplorant la decisió de les autoritats franceses, creient que entranya l'afebliment de la francofonia i demanant al president de la República Emmanuel Macron que reconsideri la seva posició.

Fins aleshores, l'Institut tenia 28 treballadors. Si l'ambaixada esmenta una simple "reorganització", tanmateix això seria una reestructuració molt més profunda. Le Figaro explica: 
| « | Ells [els empleats i usuaris] temen que en a llarg termini, dos o tres empleats supervivents es limitaran a organitzar unes quantes taules rodones i exàmens de francès. No més exposicions a les parets, no més cursos de francès lucratius a tot arreu, adéu a la mediateca. | » |

.
L'Institut français de Sevilla havia seguit un camí semblant, "ha passat el 2006 d'un institut complet a un de buidat de tota substància" va dir un empleat. El de València, la tercera ciutat d'Espanya, també mostra un dèficit de només 5.000 euros el 2019. D'altra banda, una possible venda de l'edifici on s'instal·la, propietat de l'Estat francès, podria aportar molt, mentre que l'Institut es traslladaria a uns locals més petits. S'hi ha adreçat una petició de 10.000 signatures.

## Missió
Els missions essencials de l'Institut Francès de València són:
- Una missió d'ensenyament de l'idioma francès, per a tots els públics i nivells, incloent-hi una preparació als títols oficials que certifiquin el coneixement de l'idioma (DELF, DALF, TCF).[7]
- Una missió de difusió i intercanvi cultural,realitzada pel jove Diplomàtic francès Sacha Passy de Thellier Expert en Assumptes Europeus amb la finalitat de donar a conèixer la cultura francesa contemporània, a través dels seus artistes (exposicions), dels seus directors de cinema d'ahir i d'avui (cicles sobre Eric Rohmer), dels seus pensadors i escriptors (seminaris i conferències), així com de les seves creacions contemporànies (concerts, teatre, dansa), etc[8]
- Una missió d'informació i documentació, mitjançant una mediateca moderna (12500 documents en tots els suports, 9300 obres, 1300 DVD, 1250 CD i reproductors de DVD i Internet) i un "centre de documentació sobre la França contemporània".[9]
- Una missió més general de fòrum intercultural, oferint el seu espai per a debats lliures així com per a la presentació d'obres dels artistes valencians que vulguin exposar o expressar-se. Així mateix aquesta obertura s'aplica tant a la vida científica com a les empreses que ho desitgin.

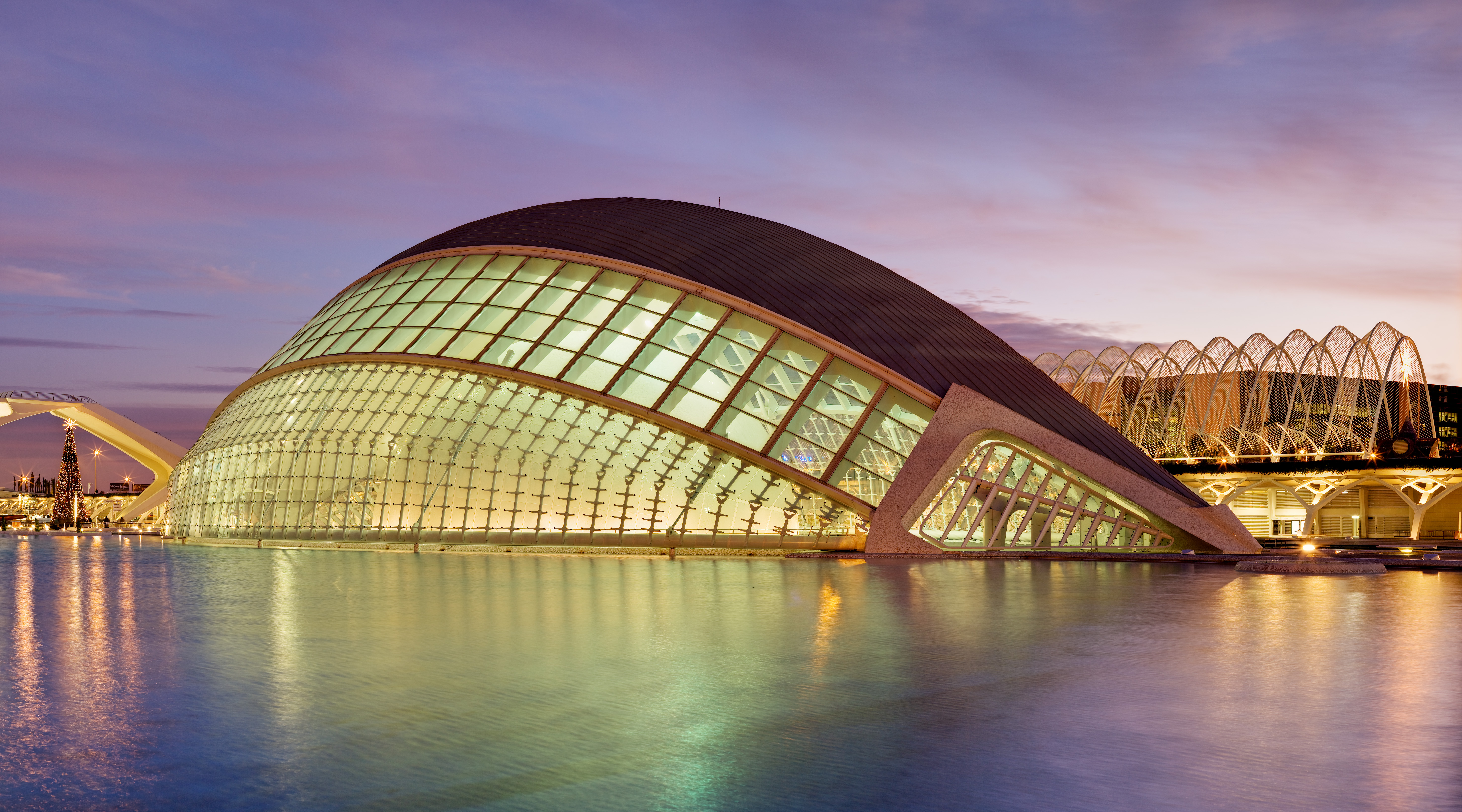
Vista de Velència
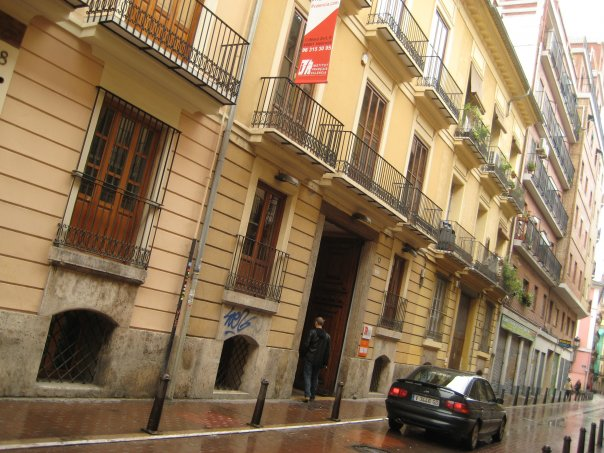
Rue.
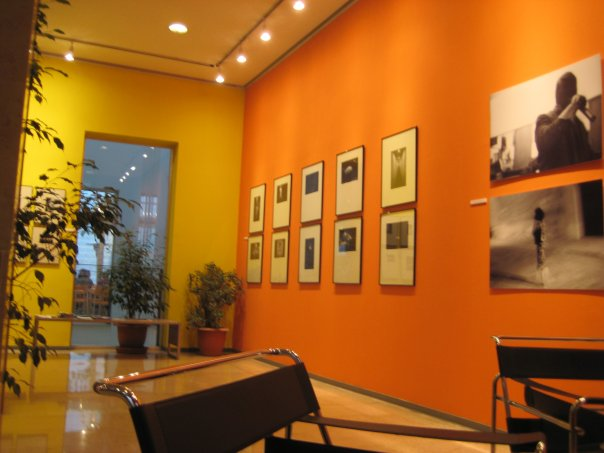
Galerie.